# Florencio Villarreal
Florencio Villarreal là một đô thị thuộc bang Guerrero, México. Năm 2005, dân số của đô thị này là 18713 người.